# 1821年3月4日日食
1821年3月4日日食为一次在协调世界时1821年3月4日出現的日全食。該次日食食分為1.0506，食甚維持4分14秒。

## 概述
這次日食的食分是1.0506，全食維持4分14秒。

## 基本參數
- 類型：日全食
- 食甚資料：
  - 日期：1821年3月4日
  - 時間：5時50分13秒
  - 地點：8S 96E
  - 食分：1.0506
  - 日全食持續時間：4分14秒

## 文獻記錄
中國史書《清實錄》記載，「道光元年辛巳，二月壬午朔，日食。」</ref>經後人推算，西元1821年3月4日中國時區下午15點20分，北京可見食分0.26。

## 外部連結
- NASA日食專頁（页面存档备份，存于）（英文）